# 大斯科特鎮區 (明尼蘇達州聖路易斯縣)
大斯科特鎮區（英語：Great Scott Township）是位於美國明尼蘇達州聖路易斯縣的一個行政鎮區。

## 地方資料
大斯科特鎮區的面積為166.73平方千米，當中陸地面積為163.65平方千米，而水域面積為3.07平方千米。根據2020年美國人口普查的數據，當地共有人口426人，而人口密度為每平方千米2.56人。